# Prison Architect
Prison Architect is een bedrijfssimulatiespel dat werd ontwikkeld door Introversion Software en is in 2019 verkocht aan Paradox Interactive. Het spel is uitgekomen op 6 oktober 2015 na een korte testfase op Steam.

## Spel
Het spel is een 2D-top-downperspectief-simulatiespel waarin het de bedoeling is een gevangenis te maken en te onderhouden. De speler moet diverse onderdelen beheren zoals het bouwen van cellen en faciliteiten, plannen en verbinden van onderdelen, en het in dienst nemen van personeel. Daarnaast heeft de speler ook controle over financiën.

## Ontvangst en verkoop
Het spel ontving positieve recensies, en kreeg op aggregatiewebsite Metacritic een score van 83/100. Website IGN gaf het spel een score van 8,3 en vond het een spel dat veel tevredenheid gaf wanneer spelers eenmaal voorbij het eerste begin zijn.
Prison Architect won op 7 april 2016 een BAFTA Game Award in de categorie Persistent Game (volhardend spel).

### Verkoop
In januari 2019, werd bekend dat het spel 2 miljoen keer was verkocht.